# 크리스티아나 지렐리
크리스티아나 지렐리(이탈리아어: Cristiana Girelli, 1990년 4월 23일 ~ )는 이탈리아의 여자 축구 선수이다. 포지션은 공격수이며, 현재 이탈리아 세리에 A 펨미닐레의 유벤투스 FC 위민 소속이다.

## 클럽 경력
2005년에 바르돌리나 베로나(현재의 ASD AGSM 베로나 칼초 펨미닐레)에 입단하면서 세리에 A 펨미닐레 무대에 데뷔했으며 베로나의 세리에 A 펨미닐레 4회 우승(2004-05 시즌, 2006-07 시즌, 2007-08 시즌, 2008-09 시즌), 여자 코파 이탈리아 3회 우승(2005-06 시즌, 2006-07 시즌, 2008-09 시즌), 여자 수페르코파 이탈리아나 3회 우승(2005 시즌, 2007 시즌, 2008 시즌)에 기여했다.
2013년에 ACF 브레시아 칼초 펨미닐레로 이적한 다음에 브레시아의 세리에 A 펨미닐레 2회 우승(2013-14 시즌, 2015-16 시즌), 여자 코파 이탈리아 2회 우승(2014-15 시즌, 2015-16 시즌), 여자 수페르코파 이탈리아나 4회 우승(2014 시즌, 2015 시즌, 2016 시즌, 2017 시즌)에 기여했다. 2018년에는 유벤투스 FC 위민으로 이적했고 2018-19 시즌에서 유벤투스의 세리에 A 펨미닐레 우승, 여자 코파 이탈리아나 우승에 기여했다.

## 국가대표 경력
2006년에 이탈리아 여자 U-19 축구 국가대표팀 선수로 활동했으며 11경기에 출전하여 9골을 기록했다. 2013년 3월 6일에 열린 잉글랜드와의 키프로스컵 경기에 출전하면서 이탈리아 여자 축구 국가대표팀 선수로 데뷔했으며 스웨덴에서 개최된 UEFA 여자 유로 2013에 참가했다.
2013년 9월 26일에 열린 루마니아와의 2015년 FIFA 여자 월드컵 유럽 지역 예선 홈 경기에서 자신의 국가대표팀 첫 골을 기록했고 2014년 5월 8일에 열린 북마케도니아와의 2015년 FIFA 여자 월드컵 유럽 지역 예선 원정 경기에서 해트트릭을 기록했다.
네덜란드에서 개최된 UEFA 여자 유로 2017에 참가하여 스웨덴과의 조별 예선 경기에서 결승골을 기록하여 이탈리아의 3-2 승리에 기여했으나 이탈리아는 조별 예선에서 1승 2패를 기록하면서 탈락했다. 프랑스에서 개최된 2019년 FIFA 여자 월드컵에서는 자메이카와의 조별 예선에서 해트트릭을 기록했고 이탈리아는 해당 대회에서 8강전에 진출하는 성과를 기록했다.

## 수상
ASD AGSM 베로나 칼초 펨미닐레
- 세리에 A 펨미닐레 4회 우승 (2004-05, 2006-07, 2007-08, 2008-09)
- 여자 코파 이탈리아 3회 우승 (2005-06, 2006-07, 2008-09)
- 여자 수페르코파 이탈리아나 3회 우승 (2005, 2007, 2008)

ACF 브레시아 칼초 펨미닐레
- 세리에 A 펨미닐레 2회 우승 (2013-14, 2015-16)
- 여자 코파 이탈리아 2회 우승 (2014-15, 2015-16)
- 여자 수페르코파 이탈리아나 4회 우승 (2014, 2015, 2016, 2017)

유벤투스 FC 위민
- 세리에 A 펨미닐레 1회 우승 (2018-19)
- 여자 코파 이탈리아 1회 우승 (2018-19)